# Laboratorio Nacional de Observación de la Tierra
El Laboratorio Nacional de Observación de la Tierra (LANOT) es un laboratorio científico ubicado en el Instituto de Geografía de la Universidad Nacional Autónoma de México (UNAM).
El LANOT recibe la información de satélites como GOES-16 y la procesa en sus instalaciones para dar servicio a otras instituciones de la propia UNAM como los institutos de Geografía, Geofísica, Ciencias del Mar y Limnología, Ecología, el Centro de Ciencias de la Atmósfera y el Centro de Colecciones Universitarias Digitales y entidades estatales como el Instituto Nacional de Estadística y Geografía (INEGI) y la Secretaría de Marina (SEMAR), entre otras.